# Monica Morell
Monica Morell, de son vrai nom Monica Wirz-Römer, née le 6 août 1953 à Menziken et morte le 12 février 2008 à Zurich, est une chanteuse suisse.

## Biographie
La chanteuse obtient ses plus grands succès[réf. nécessaire] au début des années 1970 en Allemagne, notamment avec la chanson Ich fange nie mehr was an einem Sonntag an en 1972.
Dix ans plus tard, son premier enfant, appelé Tommy, meurt de la mort subite du nourrisson[réf. nécessaire]. En 1973, elle sort Bitte glaub’ es nicht. Elle devait représenter la Suisse au Concours Eurovision de la chanson 1973, mais c'est finalement Patrick Juvet qui est choisi.
À la fin des années 1970, Monica Morell se retire de la musique et monte une petite maison d'enchères à Erlenbach. Après son premier mariage, elle s'installe à Maur. Elle crée un refuge animalier à Volketswil. Elle est atteinte par une polyneuropathie puis un cancer. À sa mort, une partie de son legs va à l'association Denk an mich.

## Source de la traduction
- (de) Cet article est partiellement ou en totalité issu de l’article de Wikipédia en allemand intitulé « Monica Morell » (voir la liste des auteurs).